# Cerkev Marije Pomočnice, Reka
Cerkev Marije Pomočnice na Podmurvicah na Reki pripada rimskokatoliški Cerkvi in je župnijska cerkev Marije Pomočnice. Župnija je v upravljanju salezijanske družbe.

## Izgradnja in notranjost

### Opis cerkve in okolice
Cerkev stoji nad Salezijanskim vrtom s pogledom na Jadransko morje in istrsko najvišjo goro Učko. K njej romajo Marijini častilci iz celotne Istre in priobalno-gorskokotarske dežele. Do sem gor vodi od nekdanje Tržaške ulice (zdaj Vukovarska ulica) široko stopnišče mimo terasasto urejenega vrta. Poleg cerkve je Salezijanski zavod, tik ob Vukovarski ulici 62 pa Salezijanska klasična gimnazija, ki ima tudi poseben in na široko znani športni odsek. Žegnanje praznuje na praznik Marije Pomočnice 24. maja s slovesno mašo, ki jo vodi navadno škof, in procesijo z Marijinim kipom.

### Salezijanci in njihovo delo
Na tem mestu je že za časa Avstro-Ogrske delovala sirotišnica za revne in zapuščene otroke. 
6. januarja 1918 so ob koncu prve svetovne vojne prišli na Reko prvi salezijanci na povabilo predstavnikov Marijine zveze, ki jo je vodil duhovnik msgr. Matija Balaš (Mátyás Balázs). Ko je Reka postala posebno ozemlje za potrebe ogrskega dela cesarstva 1867, so se začeli v pristaniško mesto zgrinjati delavci iz vseh delov monarhije, kar je bilo povezano z raznimi stiskami in pomanjkanji. Največja žrtev teh družbenih sprememb so postali doraščajoči dečki, katerih vzgoja je bila pogosto zanemarjana in so bili prepuščeni ulici. To lepo opisuje v svoji mladinski povesti Ptički brez gnezda, ki se konča z razlogom ravno na Reki, tudi slovenski pisatelj, sodnik in vzgojitelj Milčinski, in tudi on ima salezijance za rešitelje mladine. 
Marijina zveza jim je odstopila svojo hišo s prostornim dvoriščem na Plasah – kot se je ta mestna četrt imenovala takrat – kjer so začeli versko, vzgojno in družabno delo med mladino. Res je, da so za vzgojo revne in zapuščene mladine skrbele nune v prejšnji sirotišnici, vendar so uvidele, da bodo novonastalim razmeram bolj kos ne tako davno od Don Boska (1815–1888) ustanovljeni in za to posebej usposobljeni člani 1874 potrjene Salezijanske družbe. Poleg verouka so odprli tudi prvo mladinsko gledališče na Reki, kamor so vabili ne le mlade, ampak celotno okoliško prebivalstvo – med katerimi so bili tudi Slovenci. Ustanovili so tudi znamenito mladinsko pihalno godbo, ki je zaslovela ne le na Reki, ampak tudi po celi Liburniji. Mlade je privlačilo tudi veliko igrišče, kjer so salezijanci igrali skupaj z mladimi košarko, nogomet, zastavo in druge igre, prek katerih so zapuščeno in revno mladino navdušili za učenje in pošteno življenje; vabili so pa v skupini mladih, ki jo je na pohodu vedno spremljal trobentar in zato nič čudnega, da je v oratorij drvelo mlado in staro, zlasti na gledališke in kino-predstave. 
S prihodom Carla Rusconija za ravnatelja se je namreč delovanje še okrepilo: gledališko dvorano so 1926 razširili, a 1933 opremili z najsodobnejšimi pripravami za predvajanje ozvočenih filmov. Ne le mladi, tudi odrasli so se zbirali v vse večjem številu in ko je oratorijska kapela postala pretesna, so na ploščadi med gledališčem in salezijanskim zavodom začeli graditi res lepo in skladno urejeno cerkev.

### Gradnja in opis cerkve
Zasnoval in načrtoval jo je stavbenik Eneo Ronci iz Verone v neoromanskem slogu lombardijske smeri, ki jo odlikuje »preprostost in pozornost do najbolj drobnih naravnih posebnosti«, kar je sploh značilno za izvirno romaniko. Dela je vodil reški arhitekt Giovanni Mario Curet. Pri gradnji je pomagal tudi Anton Martinolli, ki je daroval za marmornati oltar med ljudstvom priljubljenega svetega Antona Padovanskega. 
Cerkev Marije Pomočnice je triladijska, s tem da se srednja ladja dviguje malo nad stranskima. Petdesetih let so zgradili kor in nanj postavili orgle; salezijanski sobrat Stanko Gašparec pa je napravil na pročelju velik trodelni mozaik Marije Pomočnice v sredini in dveh angelov ob strani po letu 1950.
Večbarvni dragoceni marmorni oltar, križev pot in barvni don Boskov kip so bili izdelani v Arrighnijevi delavnici v toskanski Pietrasanti v SZ Italiji.
Marmornati kip Marije Pomagaj z Jezusom v naročju je izdelala 1941 kiparska delavnica  v Santifalieru blizu Ortiseja na Južnem Tirolskem. Pozneje so v cerkev postavili lesen kip, marmornatega pa premestili v urejeni park pod cerkvijo, kjer obvladuje okolico še danes.

## Slikovna zbirka

### Cerkev Marije Pomočnice na Podmurvicah
- Stopnišče pred cerkvijo Marije Pomočnice na Podmurvicah
- 1923 so salezijanci postavili kip v čast don Boska (1815–1888).
- Salezijanci so prišli na Reko leta 1918: pogled na cerkev in zavod.
- Mozaik je izdelal salezijanec Stanko Gašparec (1912–2004)
- Salezijanski vrt.
Pogled na Emilijeve stolpnice iz 1960-ih

### Stoletnica salezijanske prisotnosti (1918–2018)
- Bivši inšpektor Lojze Snoj obuja spomine
- Sproščen pogovor med starimi prijatelji
- Mašo ob stoletnici je vodil beograjski nadškof in metropolit Hočevar
- Na mestu sedanje gimnazije je bil salezijanski noviciat
- Hčere Marije Pomočnice uspešno delujejo
- Sveta maša je končana
- Osebje in gojenci Salezijanskega zavoda 1930
- Oratorij na začetku delovanja, 1921
- Oratorij se je razmahnil - 1925